# حافظ إسماعيل باشا البوستانجي
حافظ إسماعيل باشا البوستانجي (بالتركية: Bostancıbaşı Hafız İsmail Paşa)‏ كان الصدر الأعظم للدولة العثمانية في الفترة ما بين 24 سبتمبر 1805 حتى 13 أكتوبر 1806.  تولى منصب قبطان باشا البحرية العثمانية (أدميرال). تُوفي في 1807 بمدينة جنق قلعة.

## أنظر أيضا
- قائمة قباطين البحر العثمانيين.
- قائمة الصدور العظام للدولة العثمانية.